# Panorama (magazine allemand)
Pour les articles homonymes, voir Panorama (homonymie).
Panorama est le plus ancien magazine télévisé politique allemand. La première diffusion a eu lieu le 4 juin 1961. Le magazine est produit par Norddeutscher Rundfunk et diffusé toutes les trois semaines, en alternance avec Monitor et Contrasts, le jeudi à 21h45 sur Das Erste. Il est animé par Anja Reschke depuis 2001.

### Liens
- (de) Site officiel
- Ressource relative à l'audiovisuel :   - IMDb